# 23-F
23-F（西: Golpe de Estado en España de 1981）は、1981年2月23日にスペインで発生した軍事クーデター未遂事件。名称はクーデターが発生した「2月23日」（スペイン語で「23 de febrero」ベインティトレス・デ・フェブレーロ）から取られた。この事件はテレビ中継中の国会で起きたため、その映像がテレビを通じて全国に流され、今も多くのスペイン人の記憶の中に残っている。

## 背景

### 民主化の進展

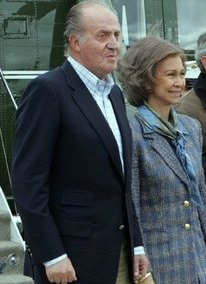
フアン・カルロス1世国王

スペイン内戦における人民戦線政府に対する勝利以降、第二次世界大戦を経て長年の間スペインの指導者として君臨し軍事独裁体制を敷いていたフランシスコ・フランコ総統兼首相が1975年11月に死去し、その後フランコの遺志を受けてフアン・カルロス1世国王によって王政復古が成し遂げられた。
その後フアン・カルロス1世は、フランコの軍事独裁体制を受け継がずに政治の民主化を推し進め、急速に西欧型の議会制民主主義および立憲君主制体制への転換を図った。このような状況を受けて、フランコ時代末期の1974年1月から首相を務めたカルロス・アリアス・ナバーロが1976年7月に退陣し、国民運動事務局長のアドルフォ・スアレスが首相となった。
スアレス政権下においてスペインの民主化は加速度が増し、1977年6月に総選挙を実施し、スアレス率いる国民運動をはじめとする十数政党の連合として誕生した民主中道連合単独の政権が誕生した。この選挙に先立つ同年4月には議会が新憲法を承認し、共産党を合法化するなど正式に民主主義体制へ移行した。このような議会制民主主義及び立憲君主制への速やかな移行は、その順調さから「スペインの奇跡」と呼ばれた。

### 軍事独裁復活の画策
しかし、スペイン内戦下で人民戦線政府と戦ったメンバーが主要な位置を占める軍部の、民主主義体制の移行に伴う地位の低下や、人民戦線政府の中枢を占めた共産党の合法化（1977年4月の共産党の合法化を受けて、陸海両軍の大臣が抗議の意思を表明し辞任していた）、さらにバスク地方の独立を主張するバスク祖国と自由（ETA）によるテロ活動の活発化や、失業率が20%を超えるなどの経済の不調などを受けて、国王を擁したうえでの軍事独裁の復活を求める陸軍内の右派勢力による動きが活発化した。
このような動きを受けて1977年11月には、「軍部右派」と目されたハイメ・ミランス・デル・ボッシュ陸軍中将（第三軍管区長官）やガブリエル・ピタ・デ・ベイガ海軍中将（前海軍大臣）がハティバに集まり、軍事クーデターを起こしスアレス政権を排除し、その後に「救国内閣」を設立して議会の権限を縮小し、国王を擁したうえでの軍事独裁の復活を行うことを画策していた。

### 「ガラクシア計画」
また1978年11月には、グアルディア・シビルのアントニオ・テヘーロ中佐とサエンス・デ・イネストリージャス中尉らが、スアレス政権に対するクーデター計画「ガラクシア計画」(この名は皆が集まるカフェから名づけられた）を計画した。しかし実行前に計画が表ざたになり、テヘーロ中佐は軍法会議で11カ月の禁固刑の判決を受けた。
「ガラクシア計画」の頓挫後は軍部右派による新たなクーデター計画は表面化しなかったが、軍部右派が問題視した上記のような状況に変化は訪れなかったことから、軍部右派による新たなクーデター計画がたびたび噂された。

## 事件

### クーデター発生

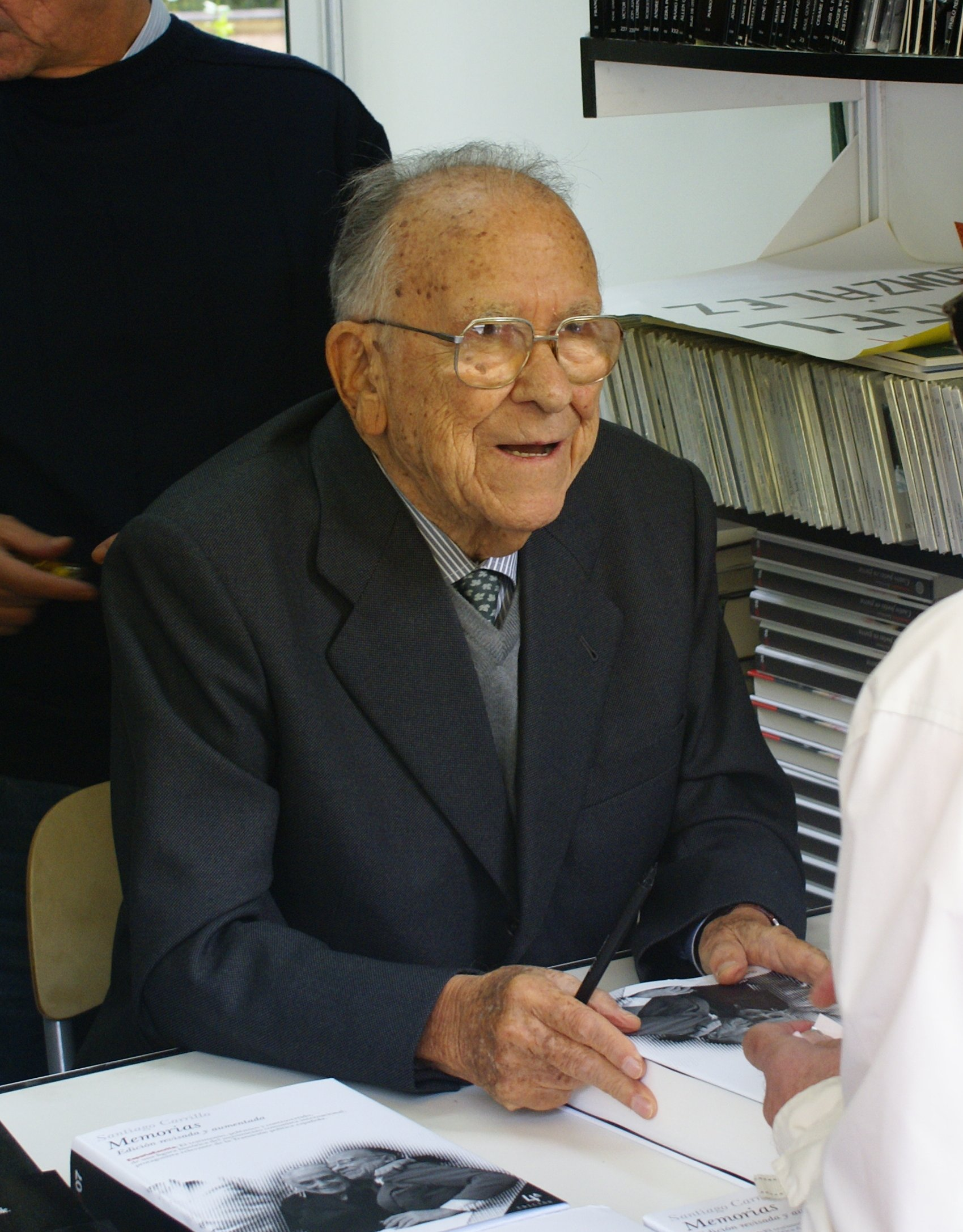
サンティアゴ・カリージョ書記長

1981年2月23日の18時過ぎに、先の「ガラクシア計画」で逮捕されたものの、その後釈放され中佐に返り咲いたテヘーロ中佐率いる自動小銃などで武装した約200人の治安警備隊員が下院議会に押し入り、同年1月29日に辞任を表明したばかりのスアレス首相や共産党のサンティアゴ・カリージョ書記長、社会労働党のフェリペ・ゴンサレス書記長らを含む約350人の下院議員を人質に取った。これに合わせてハイメ・ミランス・デル・ボッシュ中将率いる戦車隊がバレンシア市内に展開した他、マドリードのスペイン国営テレビ局を占拠した。
下院の中央の壇上に立ったテヘーロ中佐は、下院議員に対して「みな伏せろ」と叫び、同時に隊員が自動小銃を乱射し殆どの議員が座席下に伏せた。しかし軍部からのプレッシャーを受けながらも民主化プロセスを進めてきたスアレス首相と、軍事独裁時代の共産党弾圧と国外亡命を戦い抜いた末に、念願の下院の議席を確保したカリージョ書記長はこの脅しに動ぜず、伏せることなく自らの議席に座り続けた（なお、社会労働党のゴンサレス書記長は同僚議員に押し倒されてしまっていた）。

### 生中継
この日の下院ではスアレス首相の辞任表明に伴い新首相を選出するための手続きを行っていたこともあり、与野党を含めほぼ全ての下院議員がそろっていたばかりか、下院内の様子はテレビカメラによってスペイン全土に生中継されていた。
なお、テヘーロ中佐をはじめとする代議員内の反乱軍のメンバーは、テレビカメラにより議院内占拠の一部始終がスペイン中に放映されていることに全く気がつかなかったうえに、反乱軍による放送局の占拠や通信設備の遮断、破壊なども行われなかったため、クーデター収拾までの下院内の様子は全てテレビカメラに収められていた。

### 国王の反応
その後、このクーデターの首謀者の1人である陸軍副参謀総長のアルフォンソ・アルマーダ・イ・コミン少将は、クーデターに対するフアン・カルロス1世国王の支持を得ようと、国王に電話をかけ、国王から直接参上の許可を取ったうえで王宮へ向かおうとしたものの、アルマーダ・イ・コミン少将のクーデターへの関与とその下心を察知した国王はこれを拒否した。
さらに国王は自らの手でスペイン全土の師団長にクーデターへの不支持を伝え、併せてクーデターに与しないように命令を出した。これを受けて、クーデターに参加している師団以外のすべての師団はクーデターに加わることはなかった。なお、国王自ら電話した師団長の中には、国王が軍にいた時の友人が多数おり、後に国王は「このことが非常に役に立った」と述べている。
また、テヘーロ中佐によるクーデターの発生を知ったグアルディア・シビル総司令官のアランブール・トペーテ中将は、20時過ぎに自ら下院へ向かい部下であるテヘーロ中佐を説得しようとしたが、この説得はテヘーロ中佐によって撥ねつけられた。また、陸軍参謀総長のガベイラス中将はアルマーダ・イ・コミン少将に対して、テヘーロ中佐を投降させ、その後空軍のダグラス DC-8型機で国外への亡命をさせるよう説得させるよう仕掛けたものの、テヘーロ中佐はアルマーダ・イ・コミン少将の説得も拒否し、下院の占拠を続けた。

### 終結
20時、フアン・カルロス1世国王は、自ら陸軍総司令官の軍服を着こみ、占拠されたスペイン国営テレビ局に直接電話をかけて反乱軍を説得、撮影隊を解放させてサルエスラ宮殿に呼び寄せることに成功した。23時30分、国王はテレビカメラの前でクーデター不支持を告げるとともに、ミランス・デル・ボッシュ中将に対して部隊を帰営させる命令を出した。この時、国王はソフィア王妃やフェリペ王太子（のちの国王フェリペ6世）、王女たちを立ち会わせ、終始毅然たる態度で臨んだ。王太子が眠気に襲われるとやさしくゆり起こし「起きなさい。王たる者の務めを見ておくんだよ」と諭し、王命に尻込みするミランス・デル・ボッシュ中将には「目的を達成したいのなら、この私を射殺せよ」と強い口調で迫った。
やがて国王はミランス・デル・ボッシュに「私は現行憲法の秩序維持のため、この場で断固たる決意を示す。以上の言葉のほかは一切通用せぬ。国王の名の下に行われるクーデターは大逆である」との言葉で始まるクーデター不支持のコメントを送り反乱軍は戦意を失った。翌日1時23分、国王の命令がテレビ放送され、ここに国民はクーデターの失敗を知ることとなった。
4時には国王の支持を得られなかったことでミランス・デル・ボッシュ中将が投降、同時にテヘーロ中佐は、中尉以下のグアルディア・シビル隊員が告訴の対象とならないことなどを条件に人質を解放して自らも投降するが、立腹のあまり降伏文書の調印にアルマーダ・イ・コミン少将を指名。やむを得ずアルマーダ・イ・コミン少将は路上の車のボンネットで調印の後解任、拘束されるという屈辱を味わった。ミランス・デル・ボッシュやテヘーロら首謀者も相次いで拘束された。
なお、テヘーロ中佐の投降に先立ち、国王の不支持などでクーデターの失敗を悟った多くのグアルディア・シビル隊員たちは、下院の裏口の窓から飛び降りるなどして、武器を捨てて逃亡していた。

## その後

### 民主主義の定着
このクーデターは、フアン・カルロス1世国王の支持を受けたうえで軍事クーデターを成功させ、その後ミランス・デル・ボッシュ中将を首班にした「救国内閣」を設立し、国王を擁したうえでの軍事独裁の復活を図ったものであった。しかし、フランコ死去後の議会制民主主義および立憲君主制移行が一段落し、国民が軍事独裁の復活を支持しなかったことに加え、フアン・カルロス1世国王の支持を受けることもできなかったため、失敗に終わった。
その後軍部によるクーデターは、事件後四半世紀を過ぎた現在に至るまで一度も行われず、また、この事件以降軍部の威信が低下し、政治に対する影響力が排除されるなど、スペインに民主主義が完全に定着するきっかけとなった。これらのことと併せて、この事件後には民主主義の守護者となった国王に対する支持と信任が飛躍的に高まる結果となった。
なお事件後の2月25日には、首相選出のための投票が行われ、事件前に辞任を表明していたスアレス首相に代わり、レオポルド・カルボ＝ソテーロが首相の座を引き継ぐことになった。

### 裁判

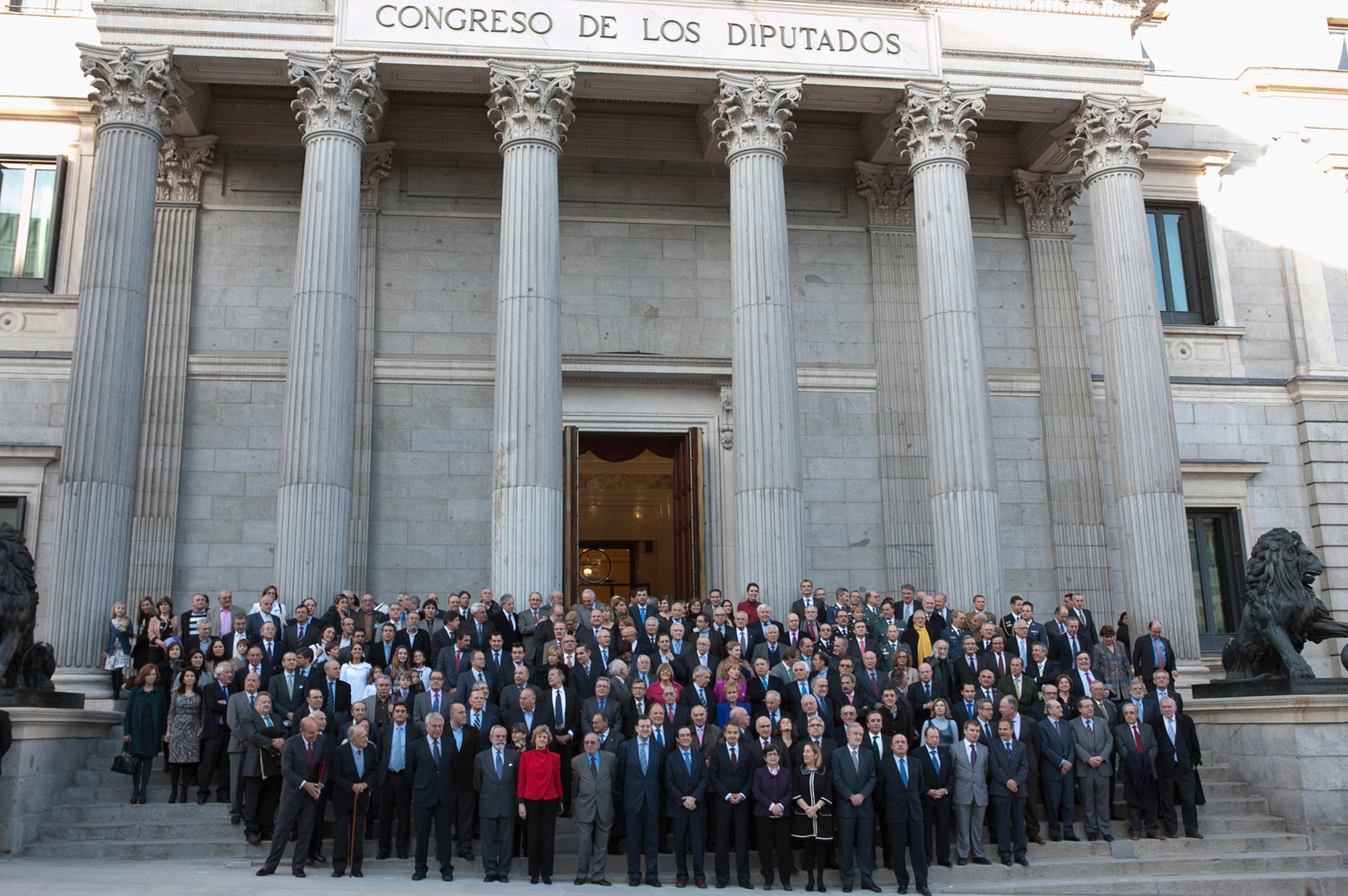
事件発生30周年を記念した集合写真

事件後に行われた裁判では、アルフォンソ・アルマーダ・イ・コミン少将とハイメ・ミランス・デル・ボッシュ中将、アントニオ・テヘーロ中佐らが国家反逆罪などで裁かれることとなったが、アルマーダ・イ・コミン少将は、「このクーデターに関与していない」と主張した。
その後、彼らは有罪判決を受け、実刑に服すことになったが、テヘーロ中佐は獄中から1982年に行われた総選挙に立候補し話題となった。なおテヘーロ中佐は、事件後25年経った2006年12月に最後の事件関係者として釈放された。

### 黒幕
作家としても著名なホセ・ルイス・デ・ビラジョンガ侯爵などの複数の評論家やジャーナリストは、右派の民間人や組織（銀行家やカトリック教会関係者など）が、冷戦下における急激なスペインの民主化を「左傾化」とみなし、王政復古することでこのような傾向を収めようと考えてこのクーデターを後援していたことを指摘しており、国王フアン・カルロス1世もこれを明確に否定していない。

### 陰謀論
「『民主主義を否定し王政復古を狙った軍事クーデターを国王が自らの手で鎮圧させることで、国民による国王の威信を高めると同時にスペインに民主主義を定着させる』ことと同時に、『国王の威信を高めると同時に民主主義を定着させることにより、冷戦下で勢いをつけてきた共産主義勢力の勢いを削ぎスペインの左傾化を止める』ことを目的として、国王とアメリカの支援を受けた軍部中道派が起こした陰謀である」という陰謀説を唱えるジャーナリストや政治家がいるが、このような意見を支持する者は少ない。